# Harpactea minuta
Harpactea minuta este o specie de păianjeni din genul Harpactea, familia Dysderidae, descrisă de Alicata, 1974.
Este endemică în Tunisia. Conform Catalogue of Life specia Harpactea minuta nu are subspecii cunoscute.